# Sretkovo
Sretkovo (makedonsky: Сретково) je vesnice v Severní Makedonii. Nachází se v opštině Mavrovo a Rostuša v Položském regionu. 
Podle sčítání lidu z roku 2002 žije ve vesnici 25 obyvatel, všichni jsou Makedonci. 